# Otrokovice
Otrokovice (pronunție în cehă [ˈotrokovɪtsɛ]; în germană Otrokowitz) este o comună și un oraș din districtul Zlín din regiunea Zlín din Republica Cehă. Are o populație de aproximativ 18.000 de locuitori. Este cunoscut ca un centru industrial.

## Diviziuni administrative
Otrokovice este format din două diviziuni administrative (în paranteze populația conform recensământului din 2021):
- Otrokovice (12.391)
- Kvítkovice (4.740)

## Etimologie
Numele orașului este derivat din cuvântul otrok, care are sensul de „copil” sau „minor” în limba cehă veche (în loc de „sclav” în limba cehă modernă). Există mai multe teorii despre cum a apărut numele. Este posibil ca localitatea Otrokovice să fi fost deținută de un proprietar imatur în trecutul îndepărtat, sau așezarea ar fi fost fondată ca proprietatea unor copii ai proprietarului terenurilor din jur.

## Geografie
Otrokovice se găsește la aproximativ 8 kilometri (5 mi) vest de Zlín. Partea de est a teritoriului comunal se află în Munții Vizovice, iar partea de vest se află în vârful sudic al Văii Moravei Superioare. Cel mai înalt punct este la 325 metri (1.066 ft) deasupra nivelului mării. Orașul se află la confluența râurilor Morava și Dřevnice și a pârâului Mojena. Morava formează granița de vest a teritoriului comunal.
Otrokovice formează o conurbație cu orașul vecin (comuna vecină) Napajedla.

## Istorie
Prima mențiune scrisă despre Otrokovice apare într-un act al episcopului Jindřich Zdík⁠(d) din 1141. Până în 1570, a făcut parte din moșia Malenovice. Între 1570 și 1649, a fost o moșie separată și aici a fost construită o cetate, care a servit și ca un conac. Din 1649, moșia Otrokovice a fost unită cu moșia Napajedla și a rămas parte a acesteia până la desființarea feudei în 1848. Conacul a fost demolat înainte de anul 1767.
O cale ferată prin Otrokovice a fost construită în 1841. O gară a fost construită abia în 1882. Construcția unei noi căi ferate Otrokovice–Zlín –Vizovice în 1899 a dus la o nouă dezvoltare a orașului Otrokovice.
Cea mai rapidă dezvoltare a Otrokovice a avut loc în anii 1930, după ce Tomáš Baťa⁠(d) a cumpărat teren aici și a construit fabrici auxiliare și de producție de avioane pentru compania sale Bata. A fost construit și un cartier industrial modern numit Baťov, iar comuna a fost redenumită Baťov timp de câțiva ani. În 1960, comunele Otrokovice și Kvítkovice⁠(d) au fost unite. Otrokovice a desemnat ca oraș în 1964. În următoarele decenii, a avut loc o nouă expansiune industrială.

## Economie
În trecut, orașul a fost legat în mod semnificativ de compania Bata, care a deținut mai multe industrii locale, inclusiv marea fabrică de pantofi care a contribuit major la prosperitatea inițială.
Continental Barum are o unitate de producție în Otrokovice și este cel mai mare angajator cu sediul central în regiunea Zlín. Acest producător de anvelope a fost fondat în 1948 prin fuziunea a trei producători de anvelope. Compania a devenit parte a conglomeratului german Continental AG în 1993.
Alte locuri importante de producție sunt marea Zona Industrială TOMA unde se află mai multe companii din diverse industrii și Zlin Aircraft⁠(d) care operează de pe aerodromul de lângă fabrica Barum.

## Transportri
Autostrada D55 străbate orașul.

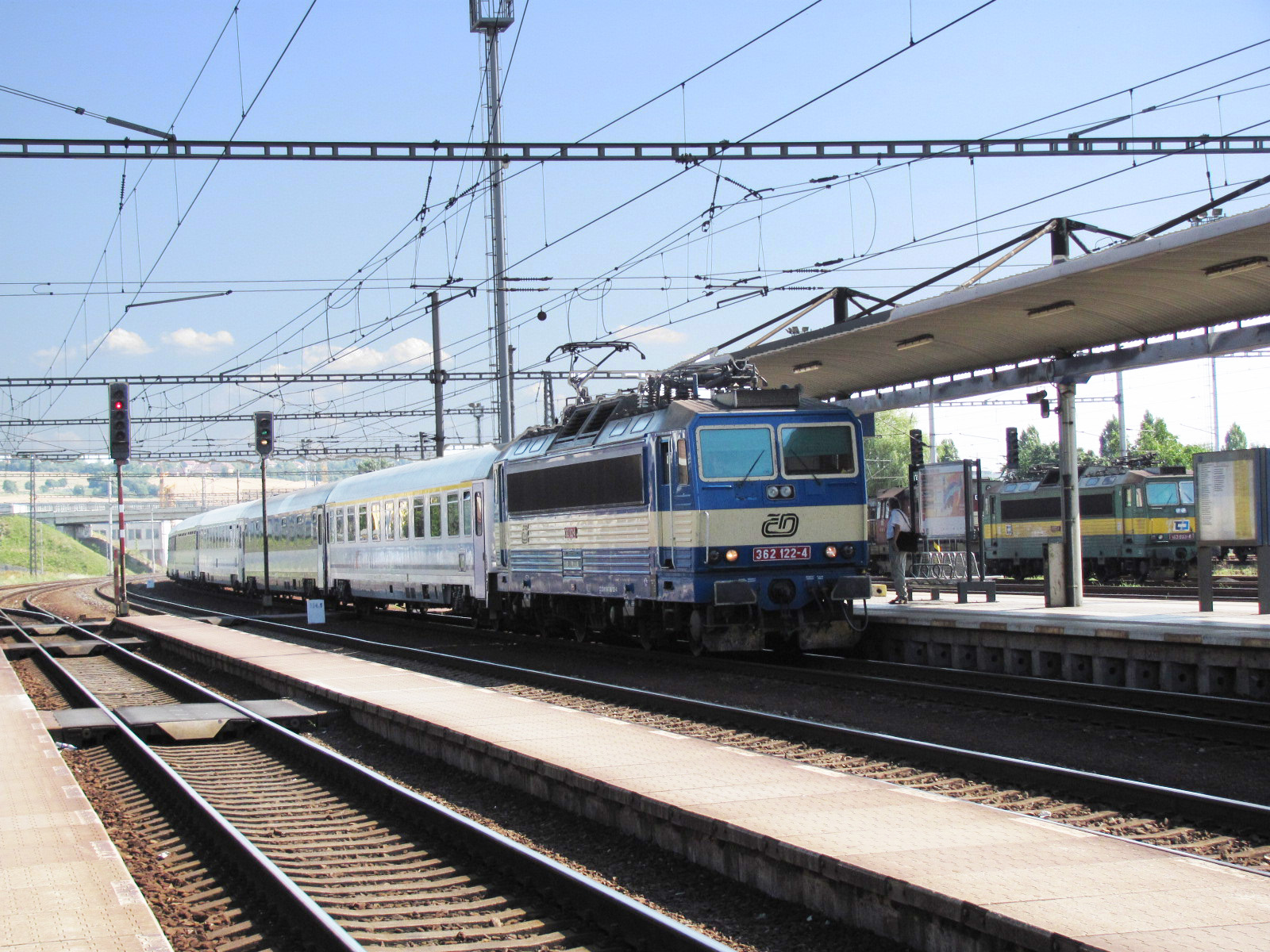
Stația de cale ferată Otrokovice

Otrokovice este un nod feroviar important al regiunii Zlín. Stația de cale ferată Otrokovice se află pe calea ferată de importanță națională și are legătură cu principalele orașe cehe. Otrokovice este situat pe liniile Praga – Luhačovice și Brno – Olomouc (cu acces spre Polonia, Slovacia și Ungaria).
Otrokovice are un serviciu regulat de autobuze, care face legătura între zonele principale ale orașului. Orașul operează o companie de transport împreună cu orașul vecin Zlín. O linie de troleibuz face legătura între Otrokovice și Zlín.
Pe lângă aceste transporturi convenționale, Otrokovice este dotat și cu un aeroport intern privat și un debarcader pe râul Morava.

## Obiective turistice

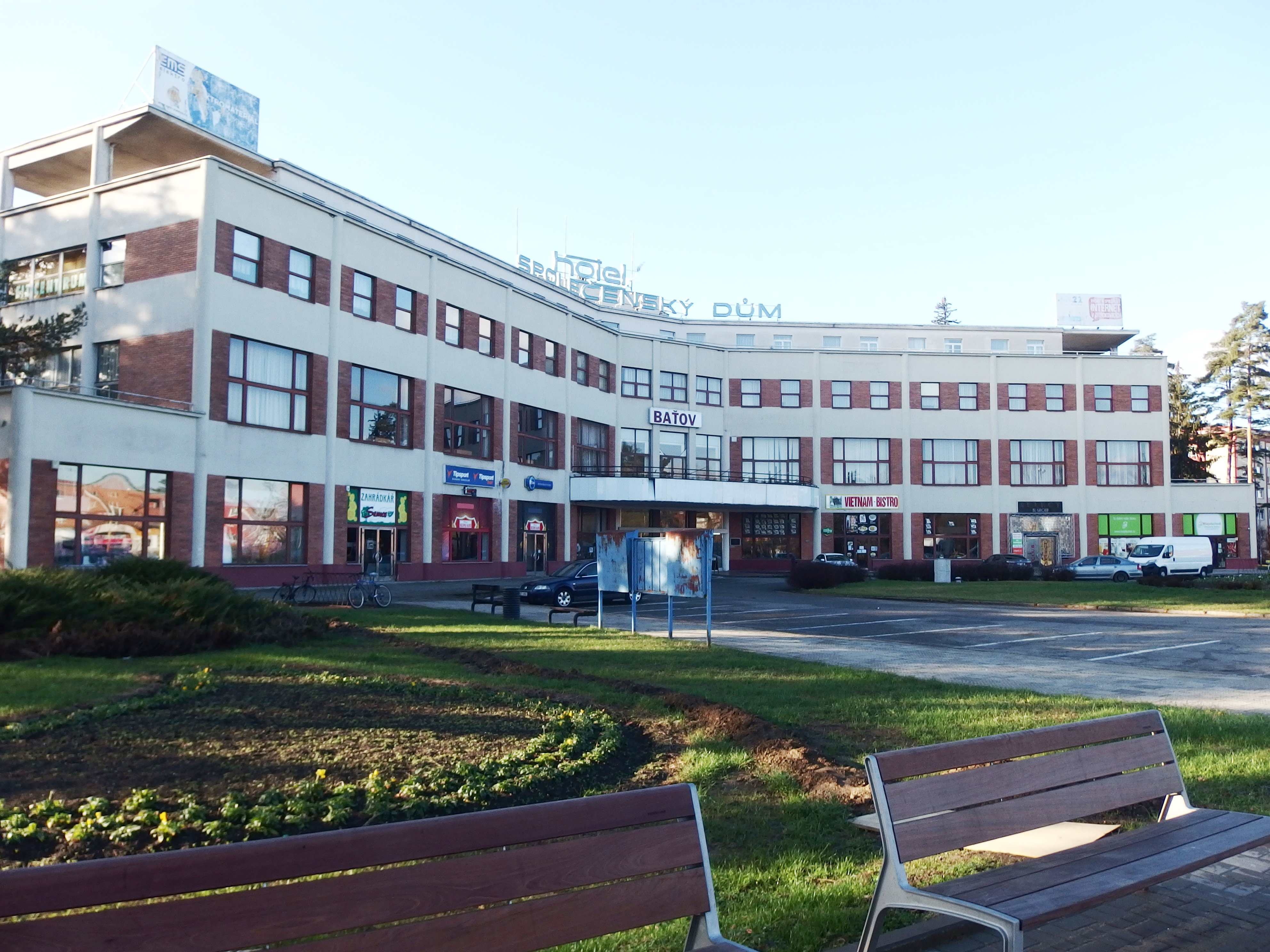
Společenský dům

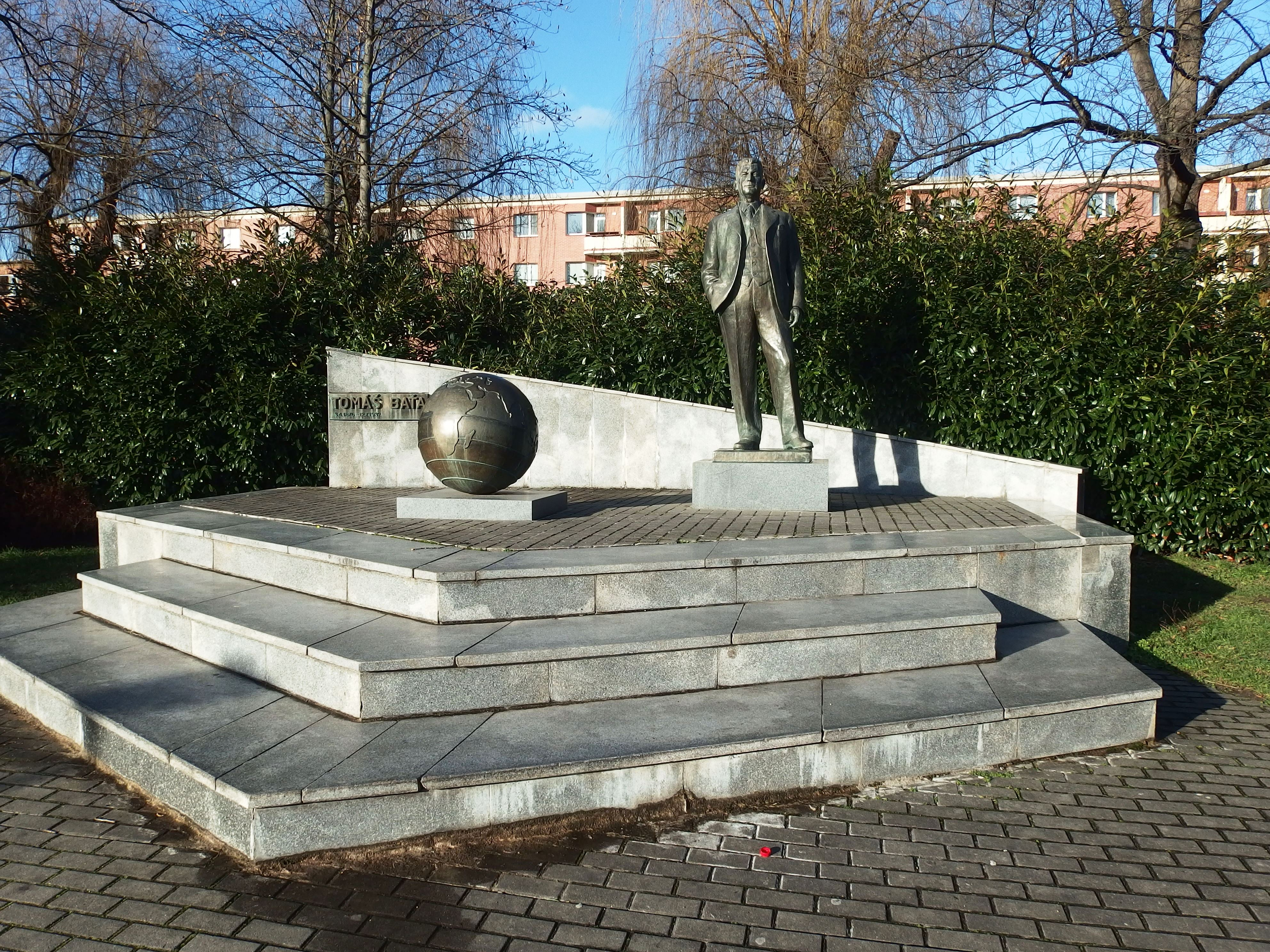
Statuia lui Tomáš Baťa

Společenský dům (adică „Casa socială”) este din punct de vedere arhitectural cea mai valoroasă clădire din epoca Baťa. A fost proiectată de Vladimír Karfík⁠(d) și construită în 1936. Această clădire funcționalistă este astăzi un hotel și este protejată ca monument cultural.
Biserica Sfântul Arhanghel Mihail se aflăîn piața orașului, în centrul original al orașului Otrokovice. A fost construită ca o capelă în 1769 și extinsă ca o biserică o sută de ani mai târziu.
Biserica Sfântul Adalbert a fost construită în 1995 și este un reper modern al orașului.
Statuia Sfântului Ioan Nepomuk din piața orașului a fost montată în 1823. Statuia Sfântului Ioan Nepomuk care se află în Kvítkovice ar fi fost realizată în 1723. Conform unei legende, statuia din Kvítkovice a fost montată inițial în Otrokovice, dar a fost cumpărată pentru o cantitate de bere.
Statuia lui Tomáš Baťa este turnată după originalul situat în Tilbury, Anglia. Se găsește, de asemenea, un memorial la locul accidentului aviatic de la Otrokovice, unde Tomáš Baťa a murit în 1932.

## Persoane notabile
- Josef Odložil⁠(d) (1938–1993), atlet, medaliat olimpic
- Pavel Svojanovský⁠(d) (1943–2024), canotor, medaliat olimpic
- Oldřich Svojanovský⁠(d) (născut în 1946), canotor, medaliat olimpic
- Pavel Valoušek⁠(d) (născut în 1979), pilot de raliuri
- Jan Kameník⁠(d) (născut în 1982), antrenor de fotbal
- Pavla Gajdošíková⁠(d) (născută în 1991), actriță
- Jakub Jugas (născut în 1992), fotbalist

## Orașe înfrățite
Otrokovice este înfrățit cu:
- Dubnica nad Váhom, Slovacia
- Vác, Ungaria
- Zawadzkie⁠(d), Polonia